# Pfeilschwanzgecko
Der Pfeilschwanzgecko (Uroplatus ebenaui) ist eine Echsenart innerhalb der Gattung der Blattschwanzgeckos aus der Familie der Gekkonidae, die endemisch in Madagaskar beheimatet ist.

## Verbreitung und Lebensraum

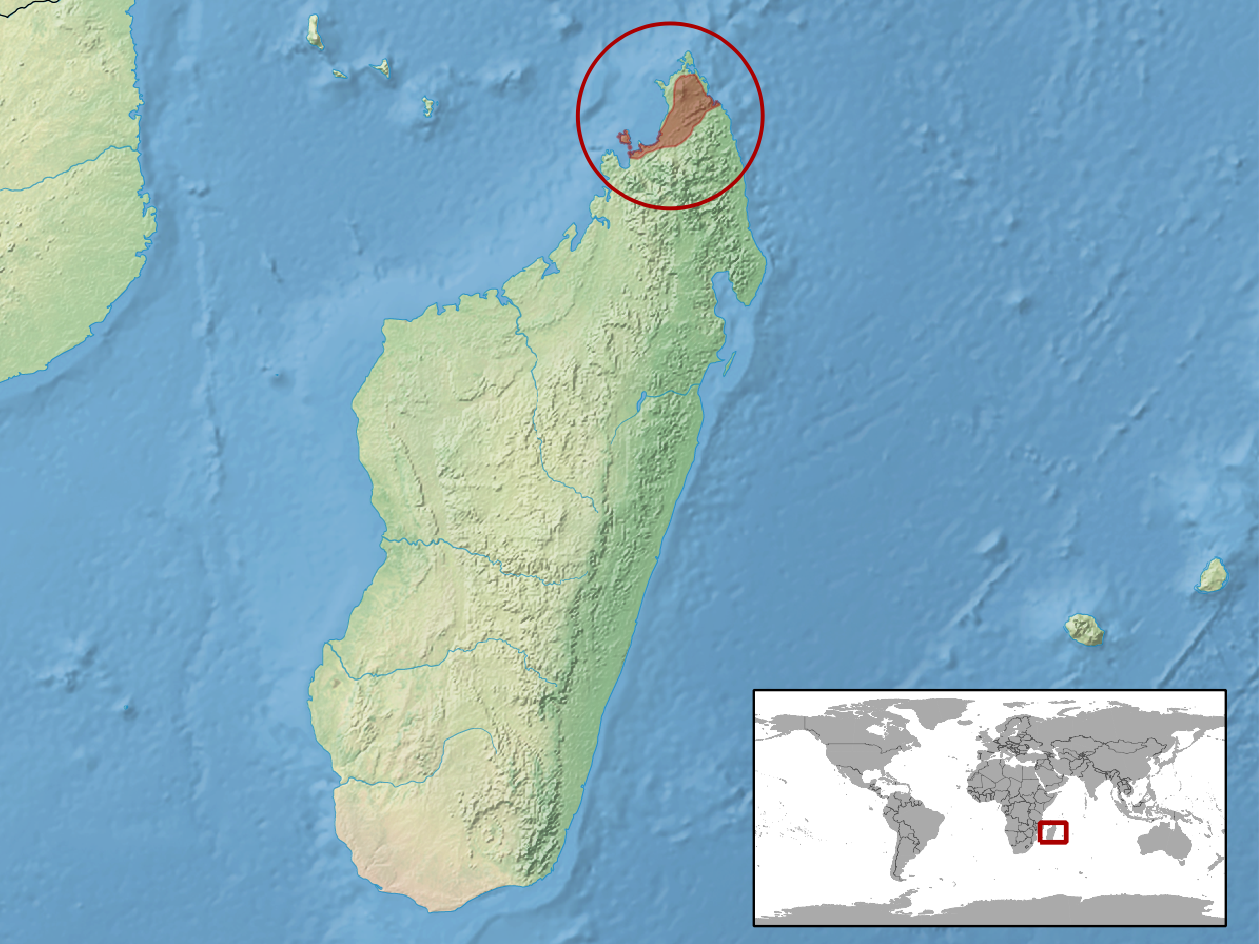
Verbreitungsgebiet der Art

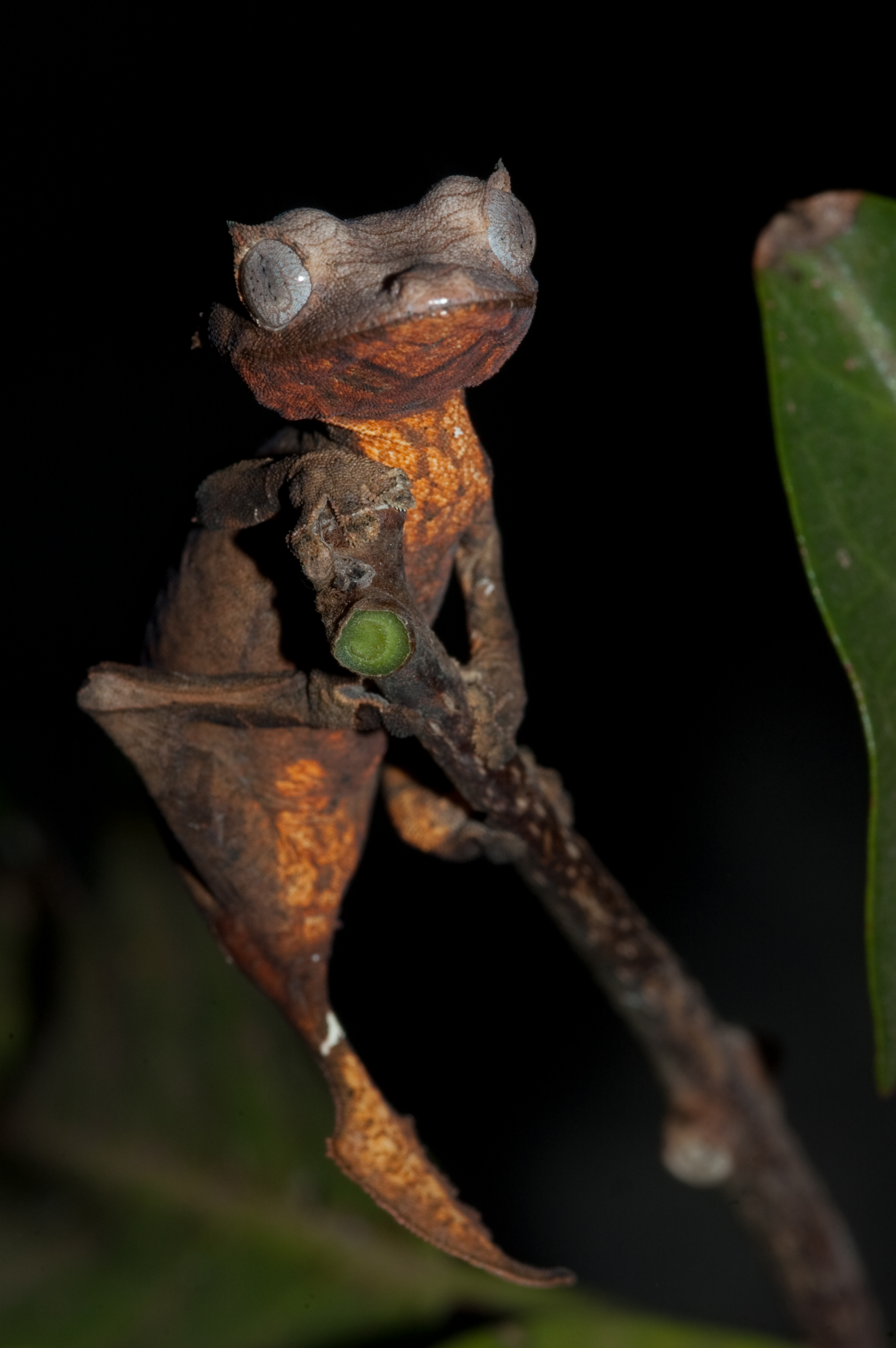

Der Pfeilschwanzgecko lebt im Nordosten von Madagaskar und auf den Inseln Nosy Bé und Nosy Komba in tropischen Regenwäldern und Trockenwäldern. Dort kommt die Art bis in Höhen von etwa 500 m vor. Das Gesamtverbreitungsgebiet wird auf eine Fläche von 7623 km² geschätzt. Die Weltnaturschutzunion (IUCN) stuft die Art als gefährdet ein und ihren Populationstrend als abnehmend, aufgrund der Abnahme geeigneter Lebensräume und einer zunehmenden Fragmentierung dieser.

## Merkmale
Die Art ist klar von anderen Arten der Ebenaui-Gruppe durch ihre fast schwarze Mundschleimhaut zu unterscheiden. Ihre Färbung reicht von gelblich, hell- bis dunkelbraun und kann auch gräulich sein. Die Unterseite ist heller gefärbt und kann fast weiß sein. Die Augen passen farblich meist zum Rest des Körpers und haben eine schwarze senkrechte Pupille. U. ebenaui ist die kleinste Art der Gattung. Sie hat eine Gesamtlänge von bis zu 85 mm und eine Schwanzlänge von lediglich bis zu 23 mm.
Die Chromosomenzahl des Pfeilschwanzgeckos beträgt 2n = 38. Nukleolusorganisatorregionen befinden sich auf dem Chromosomen-Paar 16.

## Verhalten
Pfeilschwanzgeckos leben auf Bäumen in ein bis zwei Metern Höhe und sind nachtaktiv. Sie fressen Insekten. Sie schlafen flachgedrückt auf Ästen und Baumstämmen, um sich als solche zu tarnen.

## Fortpflanzung
Der Pfeilschwanzgecko ist ovipar. Die Geckos legen ihre zwei ovalen Eier am Boden ab.

## Taxonomie
Die Art wurde 1897 von dem deutschen Herpetologen Oskar Böttger als Uroplates ebenaui erstbeschrieben. Ihren wissenschaftlichen Namen ebenaui erhielt sie zu Ehren des deutschen Zoologen Karl Ebenau.